# 흰줄무늬산토끼
흰줄무늬산토끼(Lepus callotis)는 토끼과에 속하는 포유류의 일종이다. 북아메리카의 뉴멕시코주 남부와 멕시코 남서부와 중부 지역 사이에서 제한적으로 발견된다. 개체수 감소때문에 뉴멕시코 지역에서 멸종 위험에 놓여 있다.

## 아종
2종의 아종이 알려져 있다.
- Lepus callotis callotis
- Lepus callotis gaillardi